# 産出量ギャップ

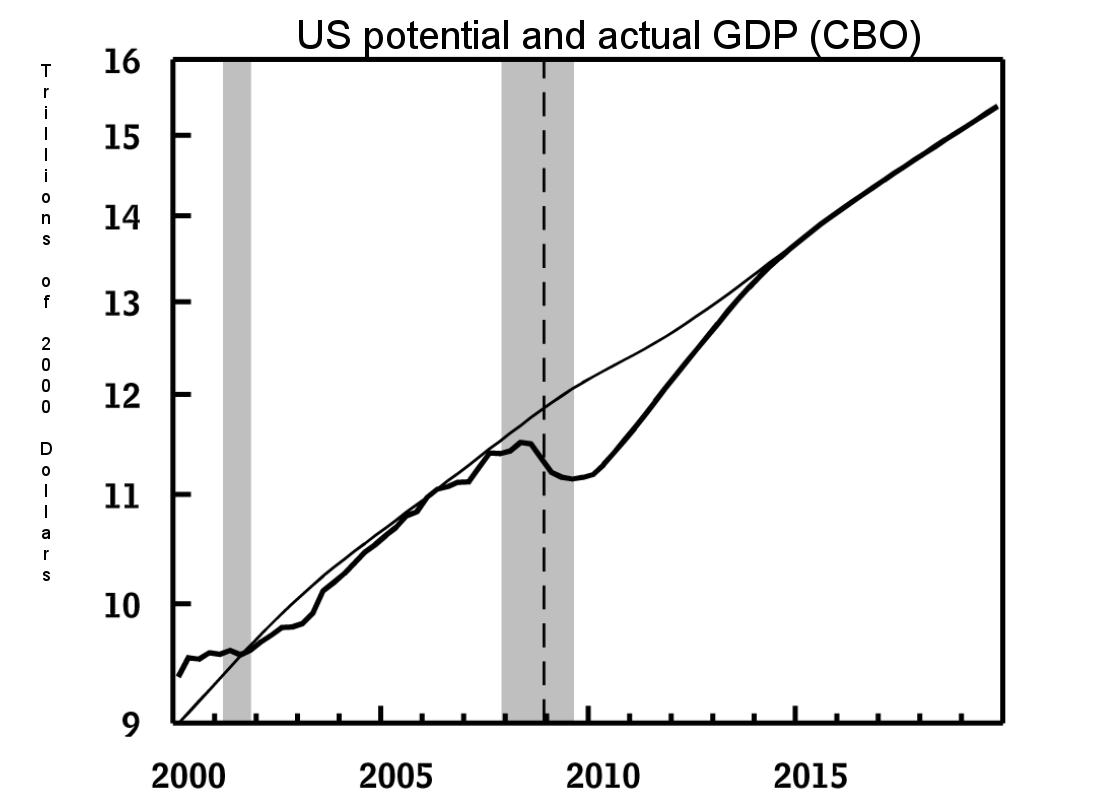
米国経済のGDPギャップ。潜在GDP (細線) と実際のGDP (太線) の差分がGDPギャップである。（米国議会予算局による2009年1月の推計値）

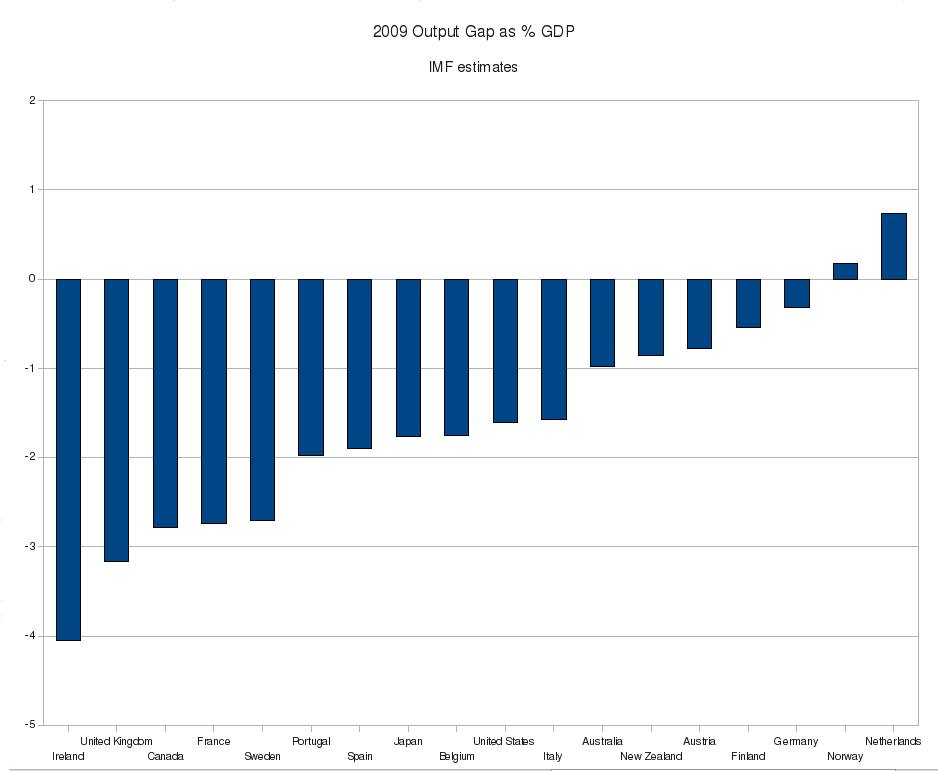
各国の産出量ギャップの対GDP比 (%) （IMFによる2009年の推計値）

産出量ギャップ（さんしゅつりょうギャップ、英: output gap）とは、経済学にて、潜在産出量（潜在GDP）と実際の総産出量（actual output、実際の国内総生産）の差である。GDPギャップ（GDP gap）または需給ギャップとも呼ばれる。直接観測することは不可能ではあるものの、推定値が計算されている。

## 概要
総産出量をY、潜在産出量をY*とすると、Y-Y*で算出される。この差が正数ならインフレ・ギャップ (inflationary gap) と呼ばれ、総需要の増加が総供給の増加を上回っていることを示し、供給不足になると、物価は継続的に上昇して経済にインフレーション（物価上昇）になる。負数であればデフレ・ギャップ (recessionary gap) と呼ばれ、デフレーション（物価下落）をもたらす圧力となる。
テイラー・ルールの考え方では、実際のGDP = 潜在GDP が望ましい状態で、実際のGDP > 潜在GDP では引き締めるべきで、実際のGDP < 潜在GDP では緩和するべきである。
日本は日本銀行と内閣府が潜在産出量と産出量ギャップの推定値を、米国は議会予算局が潜在産出量の推定値を発表している。日本銀行と内閣府の産出量ギャップの推定方法は異なるため推定値も異なる。例えば2020年第2四半期の内閣府の推定は-9.5%なのに対して、日本銀行の推定は-4.26%と異なる。真の値は不明なため、どちらの推定が正しいのかは不明である。
GDPギャップのパーセンテージは、実際のGDP（GDPactual）と潜在GDP（GDPpotential）の差を潜在GDPで割って算出される。
{\displaystyle {\frac {{\mbox{GDP}}_{actual}-{\mbox{GDP}}_{potential}}{{\mbox{GDP}}_{potential}}}\times 100}
ln(1 + x) ≈ x より、下記近似式が成立する。
{\displaystyle {\begin{aligned}{\frac {{\mbox{GDP}}_{actual}-{\mbox{GDP}}_{potential}}{{\mbox{GDP}}_{potential}}}&\approx \ln \left(1+{\frac {{\mbox{GDP}}_{actual}-{\mbox{GDP}}_{potential}}{{\mbox{GDP}}_{potential}}}\right)\\&=\ln({\mbox{GDP}}_{actual})-\ln({\mbox{GDP}}_{potential})\end{aligned}}}

## オークンの法則：GDPギャップと失業の関係
GDPギャップと失業の間には安定した負の相関関係が観察され、これをオークンの法則と呼ぶ。この法則は次のように表現できる。
GDPギャップ (%) = -β × 循環的失業率 (%)
GDPギャップがβ%減少する度に、循環的失業率（実際の失業率 - 自然失業率）が1%上昇する。
上記の関係は次のように表現することもできる:
{\displaystyle {\frac {{\mbox{GDP}}_{actual}-{\mbox{GDP}}_{potential}}{{\mbox{GDP}}_{potential}}}=-\beta (u-{\bar {u}})}
記号の意味は下記の通り:
- u は実際の失業率
- ū は自然失業率
- βは上記の回帰分析から導出された定数。β > 0。

## 日本
内閣府が2023年6月30日に発表した『今週の指標 No.1315』によると、2023年1－3月期のGDP２次速報を反映したGDPギャップの推計結果はマイナス0.7％となった。日本の経済は年換算の名目値で4兆円程度の需要が不足していることになる。ただし、需給ギャップの水準は、定義や前提となるデータ、推計方法によって異なるため、相当の幅をもってみる必要があるとしている。内閣府は、「経済の過去のトレンドから見て平均的に生産要素を投じた時に実現可能なGDP」を潜在GDPと呼んでおり、この定義に基づいて国民経済計算の潜在GDPを推計し需給ギャップを算出している。
2011年には東日本大震災が発生し、需要を抑制し供給を制約するショックとなった。その影響により、製造業の潜在稼働率が低下し、潜在資本投入が下押しされたと考えられる。資本ストックの損壊、電力危機、サプライ・チェーンの寸断などが供給制約となり、生産活動が阻害された。潜在GDPが実質年率換算でI期に4兆円減少、II期に1兆円減少した後、III期に7兆円増加、IV期に1兆円増加したと試算されている。震災前のトレンドで潜在GDPを延伸すると2012年I期の値とほぼ等しく、2011年の趨勢的な潜在成長率は前年とそれほど変わらなかった。

## 米国
近年の米国は 実際のGDP > 潜在GDP となると景気が過熱状態となり、その後、景気後退期が訪れている。

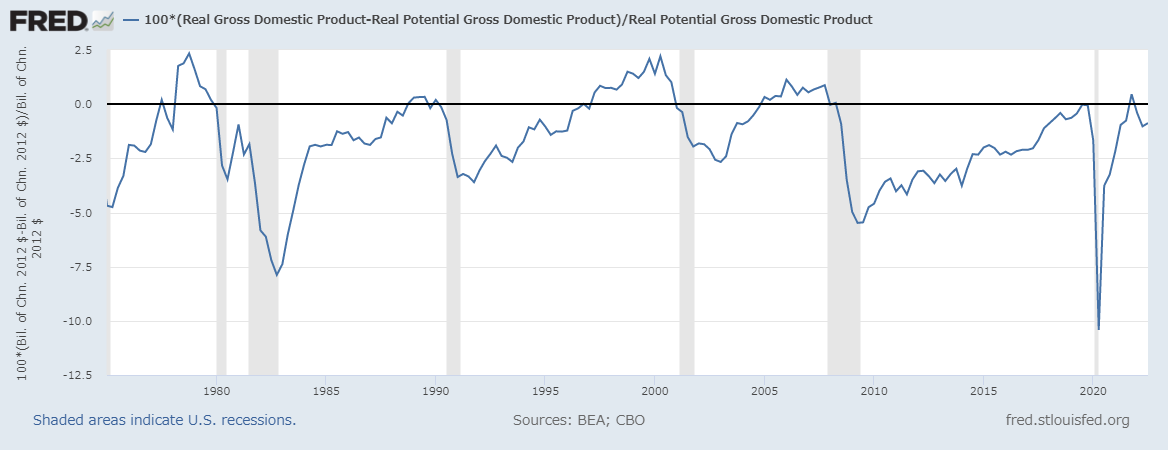
1975年以降の米国のGDPギャップ。影付きの部分が景気後退期。

| 時期               | 景気後退期                         |
| ------------------ | ---------------------------------- |
| 1978 Q2 ～ 1979 Q4 | 1980/1 ～ 1980/7 1981/7 ～ 1982/11 |
| 1988 Q4 ～ 1990 Q1 | 1990/7 ～ 1991/3                   |
| 1997 Q2 ～ 2000 Q4 | 2001/3 ～ 2001/11                  |
| 2005 Q1 ～ 2007 Q4 | 2007/12 ～ 2009/6                  |